# Arturo De Varda
Arturo De Varda, talvolta Devarda (Mezzolombardo, 14 agosto 1859 – Erba, 3 ottobre 1944), è stato un chimico italiano.
Si occupò di problemi sia di chimica analitica che di chimica agraria. Fu direttore della sezione chimica per l'industria del latte a Vienna.
È noto come lo scopritore di una particolare lega, la lega di Devarda, composta di rame (50%), zinco (5%) e alluminio (45%), usata come riducente in chimica analitica, in particolare nella determinazione dell'azoto nei nitriti e nel nitrato.